# 市川葵
市川 葵（いちかわ あおい、1987年6月12日 - ）は日本の女優。三重県出身。身長167cm。フロム・ファーストプロダクションに所属していた。

## 出演

### テレビドラマ
- 探偵学園Q第4話（2007年7月24日、日本テレビ）
- リバウンド（2011年4月-6月、日本テレビ）
- 土曜ワイド劇場「はみだし弁護士・巽志郎11・愛娘を惨殺された父親と狂気の復讐!」（2011年4月16日、テレビ朝日）
- 金曜プレステージ「刑事・鳴沢了シリーズ2 偽りの聖母」（2011年5月20日、フジテレビ）
- ダーティ・ママ!第8話（2012年2月29日、日本テレビ）

### バラエティ
- 栄光のスポーツマンNo.1決定戦スペシャル跳び箱史上最大の祭典（2010年1月7日、TBS）リポーター
- SASUKE 2010 春第25回大会（2010年3月28日、TBS）リポーター

### 舞台
- BLUECOVER ACTORS演 vol.1「僕の東京日記」（2008年6月11日-15日、池袋シアターグリーン BIG TREE THEATER)
- 白鳥歌舞喜特別公演～大蛇光臨～（2008年10月14日、町田市民フォーラム）
- 劇団「秦組」 vol.4「月の子供」（2010年1月13日-17日、大塚萬劇場）
- 演劇ワークショップTAKE1 第八期生卒業公演「比翼の鳥／ファインディング・サトコ」（2011年3月3日-6日、大塚萬劇場）
- ネルケプランニング「世界の終わりと始まりと」（2011年10月20日-30日、シアターサンモール）
- 見上げたボーイズ「テキサスブロンコをぶっ飛ばせ!!」（2012年9月4日-9日、エコー劇場）